# Supersòlid
Un supersòlid és un material ordenat en l'espai; és a dir, que és un sòlid o cristall amb propietats de superfluid. Quan fluids específics, com l'heli, són refredats per sota una temperatura característica, sofreixen una transició de superfluïdesa i es converteixen en un fluid amb una viscositat zero, és a dir, que pot fluir sense fricció. Aquesta transició es creu que està associada a la condensació Bose-Einstein.
En el cas de l'heli (més concretament, de l'heli-4), s'ha conjecturat des de 1969 que seria possible crear un supersòlid. Uns quants experiments que busquen aquest estat han fracassat. Tanmateix, el 2004, els físics Moses Chan i Eun-Seong Kim, de la Universitat de Pennsylvania, observaren un fenomen que s'interpretava com un comportament de supersòlid. La confirmació de l'existència del nou estat quàntic de la matèria arribaria el 2019, quan un equip de recerca del 5. Physikalisches Institut de la Universitat de Stuttgart, liderat per Tilman Pfau i Tim Langen, va demostrar-ho experimentalment

### Webografia
- «Supersolid behaviour spotted in dipolar quantum gases», 20-04-2019.